# Louis Pasquet

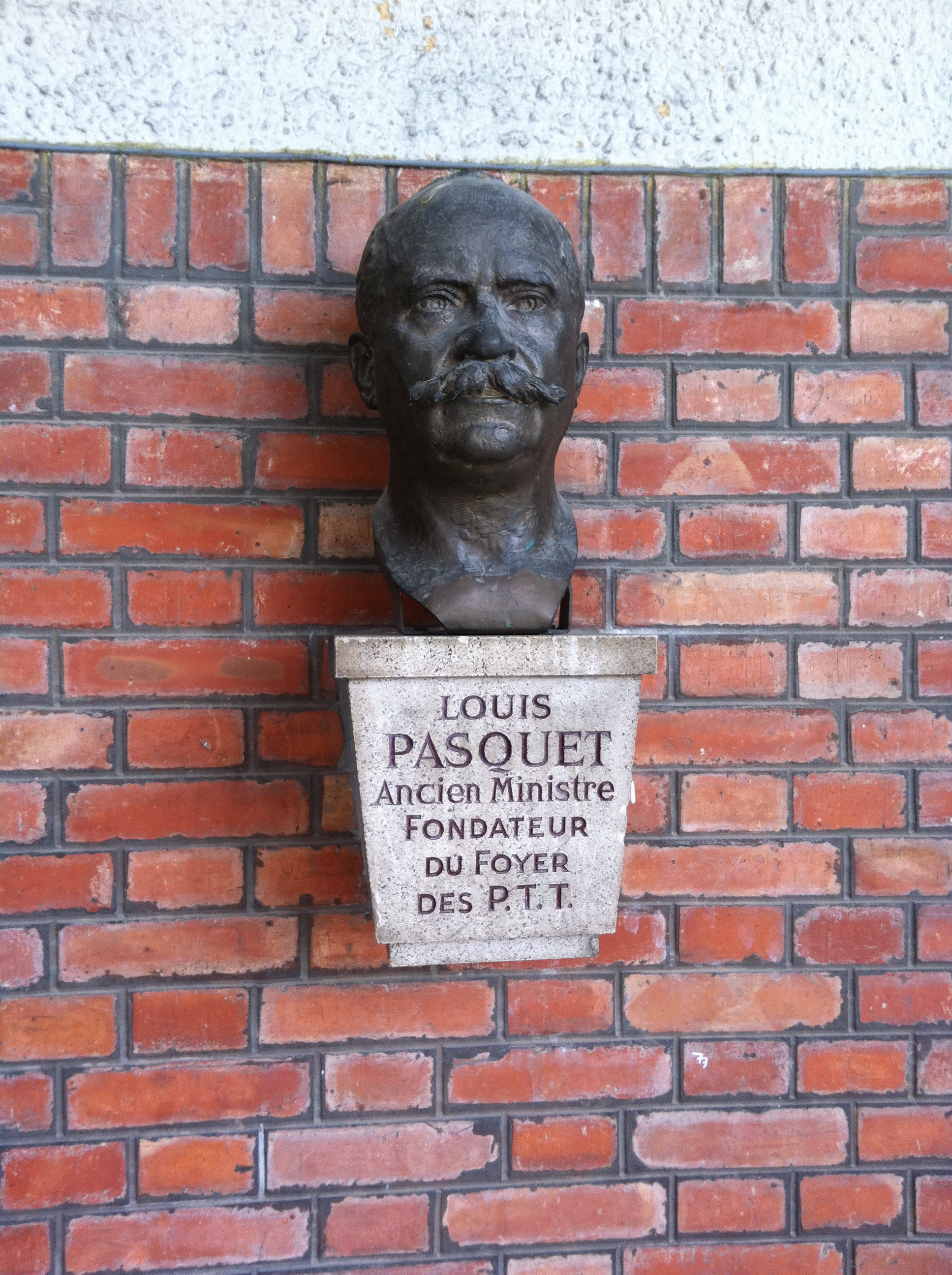
Paquet-Büste in Cachan

Louis Pasquet (* 17. Oktober 1867 in Tarascon; † 29. April 1931 in Paris) war ein französischer Politiker. Von 1920 bis 1931 war er Mitglied des Senats.

## Leben
Im Alter von 13 Jahren verließ Pasquet die Schule, um als Telegrafenzusteller zu arbeiten. In der Kommunikationsbranche stieg er schnell auf, sodass er 1896 auf eine Hochschule der PTT wechseln konnte. 1916 wurde er schließlich Generalsekretär des Unternehmens. Dank seiner hohen Stellung war Pasquet Mitglied im Conseil d’État. 1917 wurde er außerdem Mitglied eines Conseil consultatif, das sich mit der Lage der französischen Eisenbahn beschäftigte. Er war zudem Kommandeur der Ehrenlegion. Neben seiner Karriere war Pasquet auch politisch tätig. Ab 1910 war er Mitglied des Generalrats des Départements Bouches-du-Rhône. Von 1913 bis 1914 und von 1918 bis 1930 saß er diesem vor. 1920 trat Pasquet zu den Senatswahlen an und konnte souverän ein Mandat erringen. Im Senat vertrat er die gemäßigte Linke. In den Jahren 1921 und 1929 gelang ihm die Wiederwahl. 1926 war er kurzzeitig Minister für Arbeit und öffentliche Gesundheit. Aus gesundheitlichen Gründen zog sich Pasquet 1930 aus der Politik zurück. Er starb am 29. April 1931 in Paris.